# طوفان جی
طوفان جی (به انگلیسی: G Storm) یک فیلم اکشن و دلهره‌آور محصول سال ۲۰۲۱ سینمای هنگ کنگ به کارگردانی دیوید لام که دنباله‌ای بر فیلم طوفان پی (۲۰۱۹) محسوب می‌شود، لوئیس کو در نقش یک بازرس ICAC، بنام ویلیام لوک بازی می‌کنند، که پرونده‌ای را در اداره مهاجرت که به یک حلقه قاچاق انسان در تایلند پیوند دارد، را باید حل کند.
این فیلم قرار بود در مه ۲۰۲۱ منتشر شود. ولی به دلیل کروناویروس با تأخیر روبرو شد. و نهایتاً در تاریخ ۳۱ دسامبر ۲۰۲۱ منتشر شد.

## تولید
فیلمبرداری در دسامبر ۲۰۱۹ آغاز شد. تولید این فیلم از ژانویه ۲۰۲۰ به دلیل دنیاگیری کووید-۱۹ و تا ژوئن ۲۰۲۰ ادامه پیدا نکرد. تولید به‌ طور رسمی تا پایان ماه ژوئن پایان یافت. در نتیجه همه‌گیری، فیلمبرداری از دو صحنه مهم شامل یک کنفرانس بین‌المللی و یک تیراندازی در مقیاس بزرگ که قرار بود در جنوب شرقی آسیا فیلمبرداری شود، لغو و در هنگ کنگ فیلمبرداری شد.

## باکس آفیس
از ۳۰ ژانویه ۲۰۲۲، مجموعاً ۱۰۵ میلیون دلار در سراسر جهان به دست آورده‌است.
در هنگ کنگ، این فیلم در سه روز اول اکران خود ۳٬۴۹۹٬۴۷۴ دلار هنگ کنگ (۴۴۸٬۸۴۶ دلار آمریکا) به دست آورد و در آخر هفته افتتاحیه در رتبه پنجم قرار گرفت. در آخر هفته دوم، این فیلم ۲٬۰۲۱٬۸۹۹ دلار هنگ کنگ فروخت و به رتبه چهارم رسید و در مجموع ۵٬۵۲۱٬۳۷۳ هنگ کنگ (۷۰۸٬۱۰۴ دلار آمریکا) تا کنون فروش داشته‌است. اکران مجدد در هنگ کنگ در ۲۱ آوریل، باکس آفیس ۵٫۶۵۷٫۲۲۳ انباشته شد.